# Murthly Castle

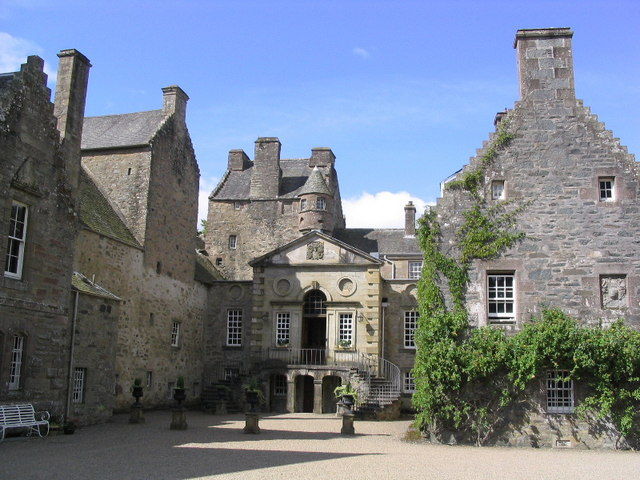
Murthly Castle

Murthly Castle ist ein ehemaliges Tower House, das sukzessive zu einem Herrenhaus erweitert wurde. Es befindet sich nahe der schottischen Ortschaft Murthly in der Council Area Perth and Kinross. 1971 wurde das Bauwerk in die schottischen Denkmallisten in der höchsten Denkmalkategorie A aufgenommen. Mit den zugehörigen Gärten bildet es außerdem ein Denkmalensemble der Kategorie A. Die Gärten sind des Weiteren eigenständig als Kategorie-A-Bauwerk klassifiziert; ebenso die zugehörige Roman Bridge und die Chapel of St Anthony the Eremite.

## Geschichte
Keimzelle bildete ein kleines Tower House mit einer quadratischen Grundfläche mit einer Seitenlänge von lediglich 4,3 m, das im Laufe des 16. Jahrhunderts errichtet wurde. Vermutlich noch im selben Jahrhundert wurde Murthly Castle erweitert. William Steuart of Grandtully erwarb das Anwesen im Jahre 1615, das seitdem innerhalb der Familie vererbt wird. Zwischen 1666 und 1677 wurde ein großer Bauteil ergänzt und das Gebäude in der Folgezeit mehrmals weiterentwickelt. Der Nordflügel entstand um das Jahr 1800. Im Jahre 1818 wurde die Erlaubnis zum Abbruch von Murthly Castle beantragt, da ein Neubau geplant war. Dessen Bau wurde 1838 begonnen, war jedoch bis gegen Ende des Jahrhunderts noch nicht abgeschlossen. 1950 wurde der Neubau abgebrochen.

## Roman Bridge
Die Roman Bridge befindet sich am westlichen Zufahrtsweg zu Murthly Castle in rund 1,3 km Entfernung. Zusammen mit der direkt südlich befindlichen Brücke über den Birnam Burn bildet sie ein Denkmalensemble der Kategorie B. Die Bogenbrücke überspannt die Schlucht des kleinen Baches mit sechs Bögen. Sie entstand um die Mitte des 19. Jahrhunderts. Die Roman Bridge ist architektonisch römischen Aquädukten nachempfunden. Weite, durch Brüstungen begrenzte Zufahrtswege verjüngen sich zur Brücke hin. Deren Mauerwerk ist rustiziert ausgeführt. Oberhalb jedes Bogenzwickels treten Ausbuchtungen heraus.
Die ungenutzte Brücke ist stark überwachsen. 2011 wurde sie in das Register gefährdeter denkmalgeschützter Bauwerke in Schottland aufgenommen. Ihr Zustand wird als schlecht, jedoch bei geringer Gefährdung eingestuft. Sie wird noch als tragfähig angesehen.

## Chapel of St Anthony the Eremite

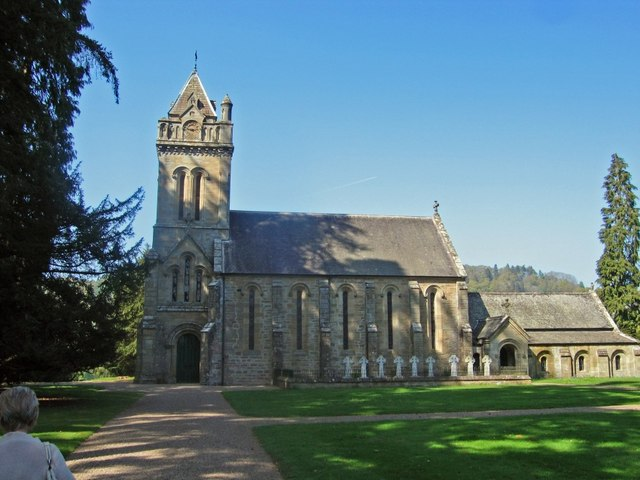
Chapel of St Anthony the Eremite

Die Kapelle steht rund 350 m nördlich des Herrenhauses. Am Standort existierte ein vermutlich aus dem 16. Jahrhundert stammendes Vorgängerbauwerk. Die 1846 begonnene Chapel of St Anthony the Eremite gilt als die früheste in Schottland errichtete katholische Kapelle nach der Reformation. Für den Entwurf im neoromanischen Stil zeichnet der schottische Architekt James Gillespie Graham verantwortlich. Die ältere Kapelle schließt an den Neubau an und wurde zu einem Mausoleum umgestaltet.
Der Innenraum ist reich durch Alexander Christie ausgestaltet. Gold, Marmor und aufwändige Holzarbeiten dominieren das Bild. Letztere führte der aus Edinburgh stammende Charles Trotter aus. Der Glaskünstler James Ballantine zeichnet für die Gestaltung der Bleiglasfenster verantwortlich.